# IC 1387
IC 1387 је елиптична галаксија у сазвјежђу Водолија која се налази на листи објеката дубоког неба у Индекс каталогу.
Деклинација објекта је - 1° 21' 2" а ректасцензија 21h 29m 34,4s. Привидна величина (магнитуда) објекта IC 1387 износи 14,5 а фотографска магнитуда 15,5. IC 1387 је још познат и под ознакама MCG 0-54-26, CGCG 375-45, ARAK 547, NPM1G -01.0544, PGC 66851.